# Cosas raras
Cosas Raras es el segundo álbum recopilatorio de rarezas de la cantautora mexicana Julieta Venegas, el cual nunca salió a la venta. Ha participado en varias bandas sonoras de películas como María Llena Eres de Gracia, entre otras; al igual que en tributos/homenajes a grandes de la música como a Los Tigres del Norte, Joaquín Sabina, José Alfredo Jiménez, entre otros; escrito canciones de más y colaborar con otros cantantes y grupos como con Miranda!, La Mala Rodríguez, Miguel Bosé, Fangoria, Enrique Bunbury, Mastretta, entre otros. Y en este álbum incluye todo lo anterior pero no todas sus colaboraciones, homenajes, bandas sonoras  canciones inéditas y fotos

## Datos del álbum
Diferente de Realmente lo mejor, su primer álbum recopilatorio de sus canciones a lo largo de su carrera, le sigue Cosas Raras su segundo material recopilatorio en el cual incluye algunas de sus canciones raras, demos, homenajes a grandes; Por ejemplo a Los Tigres del Norte, a Pablo Neruda y Soda Stereo, algunas bandas sonoras de las películas María Llena Eres de Gracia, Quemar Las Naves, Hotel Tívoli, Solo Dios Sabe y Subterra, y dos nuevos demos nunca oídos.

## Curiosidades del álbum
- En la portada del álbum se muestra a Julieta Venegas de duende con el cabello corto mientras una luz blanca sale de un costado de la foto.

## Sencillos
«Mi principio» (Letra y Música: Joselo Rangel de Café Tacvba y Julieta Venegas)
Para la promoción de este nuevo recopilatorio se lanza como primer sencillo la canción «Mi Principio», el cual es el primer corte de este álbum, corresponde a la banda sonora de la película Quemar Las Naves y para su promoción se filmó un videoclip lanzado en el mes de marzo de 2008. En el videoclip se puede apreciar a Julieta Venegas interpretando la canción en una locación que pertenece a la película con un fondo que semeja al mar y dibujos de peces colgados al techo mientras se muestras escenas de la película y fue dirigido por su amigo Francisco Franco, el cual dirigió el video de «Cómo Sé» el segundo sencillo del álbum Aquí.

## Lista de canciones
Supuesta lista de canciones del álbum.
| N.º | Título                                                                | Duración |  |
| 1.  | «Mi Principio» (B. S. O. de Quemar Las Naves)                         | 3:35     |  |
| 2.  | «Donde Nací»                                                          |          |  |
| 3.  | «Lo Que Venga Después» (B.S.O. de María Llena Eres de Gracia)         | 4:40     |  |
| 4.  | «La Jaula de Oro» (El Gran Homenaje A Los Tigres Del Norte)           | 3:45     |  |
| 5.  | «El Fuego y El Combustible» (B. S. O. de Hotel Tívoli)                | 3:55     |  |
| 6.  | «Saudade» (B. S. O. de Sólo Dios Sabe (con Otto))                     | 3:24     |  |
| 7.  | «Lágrimas Negras» (B. S. O. de Sólo Dios Sabe)                        | 3:30     |  |
| 8.  | «Amor Incierto y Bajo Otra Luz» (Demos Session)                       |          |  |
| 9.  | «Lo Que Tu Me Das» (B. S. O. de Subterra (con Anita Tijoux))          | 4:35     |  |
| 10. | «A Callarse» (Neruda En El Corazón)                                   | 3:44     |  |
| 11. | «Disco Eterno» (Tributo A Soda Stereo)                                | 4:10     |  |
| 12. | «Primer Día» (Versión Inétida)                                        | 3:50     |  |
| 13. | «El Listón de Tu Pelo» (B. S. O. de Asesino En Serio (con Pau Donés)) | 3:36     |  |

- Datos: Q3695022